# 立川三光
立川 三光（たてかわ さんこう）は、上方落語の名跡。作家の香川登志緒によると江戸（東京）の立川一派と混乱を避けるため「たちかわ」と呼んでいたという（立川文庫がその例）。なお、落語家の享号は先祖を辿るとみな同じで「親戚」関係にあることが多いが、江戸の立川と上方の立川は親戚関係はないらしい。
上方立川一派は、幕末から明治期にかけて隆盛を誇ったが、その後衰微したため、現存する記録、史料は極めて少ない。『落語系圖』には3代目まで記載されているが代々疑問点が多く、幕末には既に代替している可能性もある。
尚『落語系圖』立川流祖について詳しく伝えておりそれによれば、立川伴五郎いう役者の子に三五郎という人物があり、この人が立川の家元で芝居噺の名人であったという。「四谷怪談」など幽霊物の元祖といわれ、道具入りの芝居噺として、角座・中座でも興行したというが、歌舞伎の史料の面からしても非常に疑問点が多い。

## 初代
初代 立川三光（生没年不詳、一説には明治5年没）
出生地、本名、前名などは不明。1839年11月に近衛経熙の御前で噺を演じ経熙から出された謎々巧みに解き好評へを得たと言われる。1840年の「浪花諸芸玉づくし」に「咄・即席の三光」とある。1853年の見立番付には三光で見え光柳、一光、木寿、歌柳、南光の名が見え一派を形成したことが窺える。安政時代の番付には三玉齋の名が見える。
2世曽呂利新左衛門の回想録によると紀州の生まれで御池橋の東詰に寄席の自席を営んでいたという。

## 2代目
2代目 立川 三光（1815年（逆算） - 1880年4月17日）
出生地、本名、前名などは不明、2代目尾上多三蔵の声色を得意とした。後に2代目三玉齋。
得意演目は「子ほり奴」だったと伝わる。
弟子には九玉（後の2代目月亭文都）、光柳（後の3代目笑福亭松鶴）、三吉（後の3代目桂文團治）等がいる。

## 3代目
3代目 立川 三光（生年不詳 - 1872年3月）
出生地、本名、前名などは不明、安政頃から2代目の門人となる。噺はうまかったが客受けはしなかった。明治初期の川連派の連名などでは三光齋（または三光才）で見える。弟子の桂文左衛門が売れると嫉妬し意地悪をしたという。師匠より先に亡くなるなど晩年不遇で3代目三玉齋も襲名できなかった。
弟子には名人桂文左衛門がいる。